# The Heights

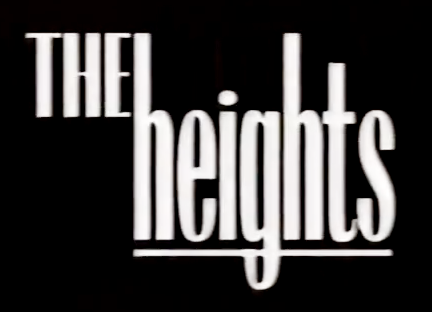

The Heights è una serie televisiva australiana in 12 episodi trasmessi per la prima volta nel corso di una sola stagione nel 1992.
È una serie del genere musicale incentrata sulle drammatiche vicende personali di una rock band chiamata The Heights in cerca del successo. Gli episodi regolarmente sono caratterizzati dalle loro canzoni. La sigla finale, How Do You Talk to an Angel (cantata da Jamie Walters), finì al numero 1 della Billboard Hot 100.

## Personaggi e interpreti
- Mr. Mike (12 episodi, 1992), interpretato da Ray Aranha.
- Stan Lee (12 episodi, 1992), interpretato da Alex Désert.
- Arthur 'Dizzy' Mazelli (12 episodi, 1992), interpretato da Ken Garito.
- Rita MacDougal (12 episodi, 1992), interpretata da Cheryl Pollak.
- Harry Abramowitz (12 episodi, 1992), interpretato da Donnelly Rhodes.
- Hope Linden (12 episodi, 1992), interpretata da Charlotte Ross.
- J.T. Banks (12 episodi, 1992), interpretato da Shawn David Thompson.
- Lenny Wieckowski (12 episodi, 1992), interpretato da Zachary Throne.
- Jodie Abramowitz (12 episodi, 1992), interpretata da Tasia Valenza.
- Alex O'Brien (12 episodi, 1992), interpretato da Jamie Walters.
- Shelley Abramowitz (6 episodi, 1992), interpretata da Camille Saviola.
- Smitty Banks (4 episodi, 1992), interpretato da Barry Cullison.
- Jimmy Bandisi (4 episodi, 1992), interpretato da Jerry Wasserman.
- Chick MacDougal (4 episodi, 1992), interpretata da Meredith Bain Woodward.
- Sean MacDougal (3 episodi, 1992), interpretato da Johnny Cuthbert.
- Mac MacDougal (3 episodi, 1992), interpretato da Duncan Fraser.

## Produzione
La serie, ideata da Eric Roth e Tony Spiridakis, fu prodotta da Spelling Television e girata a Vancouver in Canada. Le musiche furono composte da Shawn David Thompson.

### Registi
Tra i registi della serie è accreditato Sandy Smolan.

### Sceneggiatori
Tra gli sceneggiatori della serie sono accreditati:
- Tony Spiridakis in 9 episodi
- Matt Dearborn in 2 episodi
- Jim Kramer
- Paris Qualles

## Distribuzione
La serie fu trasmessa negli Stati Uniti dal 27 agosto 1992 al 26 novembre 1992 sulla rete televisiva Fox. In Italia è stata trasmessa su Italia 1 con il titolo The Heights.
Alcune delle uscite internazionali sono state:
- negli Stati Uniti il 27 agosto 1992 (The Heights)
- in Francia (Rock 'n' love)
- in Italia (The Heights)

## Episodi
| Stagione       | Episodi | Prima TV USA |
| -------------- | ------- | ------------ |
| Prima stagione | 12      | 1992         |